# Грюмпель
Грюмпель (нем. Grümpel) — река в Германии, протекает по территории района Кронах в Верхней Франконии на севере Баварии. Высота истока 621 м. Высота устья 356 м.
Грюмпель берёт начало в окрестностях Чирна. В окрестностях Вильгельмсталя сливаясь с рекой Кремниц образует реку Кронах.
Система водного объекта: Кронах → Хаслах → Родах → Майн → Рейн → Северное море.